# Feuer
Feuer (укр. «Вогонь») — сингл швейцарського гурту Lacrimosa з їхнього десятого альбому Sehnsucht. Цей сингл вийшов обмеженим тиражем в 1000 примірників, які можна замовити суто через німецьку службу доставки музичної продукції EMP.
| #  | Назва                                           | Автор      | Тривалість |
| -- | ----------------------------------------------- | ---------- | ---------- |
| 1. | «Feuer»                                         | Тіло Вольф | 4:33       |
| 2. | «I Lost My Star In Krasnodar» (Special Version) | Тіло Вольф | 5:39       |
| 3. | «The Last Millennium»                           | Тіло Вольф | 5:31       |

## Учасники запису[1]
- Lara Florence, Tristan Alexander, Viona Larissa — хор на «Feuer» та «I Lost My Star In Krasnodar»;
- Jay P. — бас-гітара на «The Last Millennium»;
- AC — ударні на «The Last Millennium»;
- Arturo Garcia — ударні на «Feuer» та «I Lost My Star In Krasnodar»;
- Sascha Gerbig — гітара;
- Spielmann-Schnyder Philharmonie — оркестр на «Feuer» та «I Lost My Star In Krasnodar»;
- Анне Нурмі — со-продюсер;
- Тіло Вольф — вокал, фортепіано, програмування.